# Marco Negrente
Marco Negrente (Cerro Veronese, província de Verona, 9 de juliol de 1997) és un ciclista italià. Actualment milita a l'equip amateur del Team Colpack.

## Palmarès
- 2017
  - 1r al Trofeu Edil C
  - Vencedor d'una etapa a la Volta al Bidasoa